# Кельчиюрське сільське поселення
Кельчию́рське сільське поселення (рос. Кельчиюрское сельское поселение) — муніципальне утворення у складі Іжемського району Республіки Комі, Росія. Адміністративний центр — село Кельчиюр.

## Історія
23 вересня 1975 року ліквідовано селище Бабин-Шар Кельчиюрської сільської ради.

## Населення
Населення — 1419 осіб (2017, 1484 у 2010, 1687 у 2002, 1721 у 1989).

## Склад
До складу поселення входять такі населені пункти:
| Населений пункт         | Населення, осіб (1989) | Населення, осіб (2002) | Населення, осіб (2010) |
| ----------------------- | ---------------------- | ---------------------- | ---------------------- |
| Васильєвка, присілок    | 24                     | 25                     | 9                      |
| Велике Галово, присілок | 333                    | 320                    | 271                    |
| Кельчиюр, село          | 433                    | 424                    | 399                    |
| Мале Галово, присілок   | 314                    | 331                    | 276                    |
| Усть-Іжма, присілок     | 617                    | 587                    | 529                    |